# Policitemija
Policitemija je stanje koje karakterizira povećani udio eritrocita u volumenu krvi, što se mjeri kao povećanje razine hematokrita. Do povećana udjela može doći zbog povećanog stvaranja eritrocita ("apsolutna policitemija") ili kao posljedica smanjenja volumena krvne plazme ("relativna policitemija").

## Apsolutna policitemija
Povećano stvaranje eritrocita može biti posljedica primarnog procesa u koštanoj srži (mijeloproliferativna bolest) ili kao kompenzatorna reakcija na smanjenu razinu kisika u krvi ili rjeđe malignu bolest. 

### Primarna policitemija
Primjer primarne policitemije je policitemija rubra vera, a nastaje kao posljedica abnormalnosti koštane srži, i ubraja se u mijeloproliferativne bolesti. Uz povećanje broja eritrocita možemo naći i povećan broj leukocita i trombocita, povećanu jetru i slezenu, a sama bolest rijetko se transformira u akutnu leukemiju. 

### Sekundarna policitemija
Sekundarna policitemija nastaje kao posljedica prirodno ili umjetno povećane razine eritropoetina u krvi, koji potiče stvaranje eritrocita. Primjeri prirodne policitemije su boravak na višim nadmorskim razinama, gdje smanjena koncentracija kisika u atmosferi kod ljudi uzrokuje povećano stvaranje eritropoetina, što se koristi u pripremanju sportaša. Sekundarna policitemija može nastati i kod bolesti koje uzrokuju kroničnu hipoksiju. 

## Relativna policitemija
Relativna policitemija je rast udjela ertirocita u plazmi, bez povećanja ukupnog broja eritrocita, a nastaje kao posljedica smanjenja krvne plazme, što može biti posljedica npr. opeklina ili dehidracije. 
|  | Molimo pročitajte upozorenje o korištenju medicinskih informacija. Ne provodite liječenje bez savjetovanja s liječnikom! |